# Cinq Salopards en Amazonie
Pour plus de détails, voir Fiche technique et Distribution.
Cinq Salopards en Amazonie (Squadra selvaggia) est un film italien réalisé par Umberto Lenzi et sorti en 1985,.

## Synopsis
Un jeune dirigeant sud-américain en exil est contacté par une importante multinationale qui lui offre l'occasion de retourner dans son pays et de renverser le nouveau gouvernement, qui exerce une dictature sanglante et cruelle. Le but de la multinationale n'est autre que d'avoir l'exclusivité d'exploitation des gisements miniers, seule richesse du pays. Cela semble être une bonne affaire pour les deux parties, mais l'homme politique refuse de participer à l'opération car son fils est détenu en otage. Il est donc décidé de recruter un groupe de mercenaires afin de libérer le garçon, mais tout ne se passera pas comme prévu.

## Fiche technique
Sauf indication contraire, les informations mentionnées dans cette section peuvent être confirmées par la base de données cinématographiques IMDb,  présente dans la section « Liens externes ».
- Titre français : Cinq Salopards en Amazonie ou Brigade sauvage[3]
- Titre original italien : Squadra selvaggia[4]
- Réalisation : Umberto Lenzi
- Scénario : Roberto Leoni
- Photographie : Giancarlo Ferrando (it)
- Montage : Eugenio Alabiso
- Musique : Stelvio Cipriani
- Costumes : Massimo Corevi (it)
- Production : Enzo Rispoli, Giuseppe Colombo
- Société de production : Euroamerica International Film
- Pays de production :  Italie
- Langue originale : italien
- Format : Couleur - Son stéréo - 35 mm
- Durée : 95 minutes (1 h 35)
- Genre : Action / aventures
- Dates de sortie :
  - Italie : 6 décembre 1985

## Distribution
- Antonio Sabàto : Martin Cuomo
- Ivan Rassimov : Marius
- Werner Pochath : Theo
- Julia Kent : Sybil Slater
- Sal Borgese : Paco
- Gabriella Giorgelli : Medium
- Gustavo Adolfo Matos : Diego
- Franco Fantasia : Guillermo Cordura
- Andrea Aureli : Emiliano
- Diego Verdegiglio
- Alessandro Serra